# QueLoQue
QueLoQue è un singolo del gruppo musicale statunitense Major Lazer, pubblicato il 16 ottobre 2020 come settimo estratto dal quarto album in studio Music Is the Weapon.

## Descrizione
Il singolo vede la collaborazione della cantante Paloma Mami.

## Video musicale
Il video musicale è stato pubblicato sul canale YouTube dei Major Lazer il 26 gennaio 2021.

## Tracce
1. QueLoQue – 2:45